# Inezia subflava
Inezia subflava là một loài chim trong họ Tyrannidae.